# 明安公主
明安公主（韓語：명안 공주，1665年—1687年），姓李，名溫姬。朝鮮顯宗李棩與明聖王后金氏之四女，是顯宗唯一存活至成年的公主，肅宗李焞之胞妹。

## 生平
顯宗六年五月十八日誕生，七歲（虛歲）時受封明安公主。十歲時（虛歲）父親顯宗昇遐於昌德宮齋廬；胞兄世子李焞卽位於仁政門。

肅宗六年二月十八日（1680年），十六歲（虛歲）下嫁吳斗寅之子海昌尉吳泰周，肅宗十三年五月十六日病逝，得年二十三歲（虛歲），無子。

## 家庭
- 兄：朝鮮肅宗李焞
  - 姪子：朝鮮景宗李昀、朝鮮英祖李昑、延齡君李昍
- 姊：明善公主、明惠公主
- 夫：海昌尉吳泰周（1668年－1716年）[4]
  - 嗣子：吳瑗（1700年－1740年）[5]，生父為吳泰周之弟吳晉周。

## 相關影視作品
| 劇名                 | 年份   | 電視台    | 演員 | 備註 |
| -------------------- | ------ | --------- | ---- | ---- |
| 《張玉貞，為愛而生》 | 2013年 | SBS電視劇 | 雅英 | 配角 |

## 附註
1. ↑  顯宗御筆[永久]
2. ↑  《明安公主墓誌銘》明安公主。我顯宗大王之女。母明聖王后金氏。以乙巳五月十八日生。七歲受爵封。……
3. ↑  .   [2013-08-20]. （原始内容存档于2019-09-18）.
4. ↑  .   [2013-08-20]. （原始内容存档于2019-10-03）.
5. ↑  .   [2013-08-20]. （原始内容存档于2019-09-23）.